# ساسیکولی
ساسیکولی (به لاتین: Sasykoli) یک منطقهٔ مسکونی در روسیه است که در استان آستراخان واقع شده‌است.